# Crippleware
Crippleware es una expresión combinada -cripple (amputado) y ware (recurso o elemento)- utilizada en el ámbito del software y el hardware informáticos. En el software, significa que las características vitales del programa, como la impresión o la capacidad de guardar archivos, están deshabilitadas hasta que el usuario compra una clave de registro. Si bien el crippleware permite a los consumidores ver el software antes de comprarlo, no pueden probar su funcionalidad completa debido a las funciones deshabilitadas. El crippleware de hardware es un dispositivo de hardware que no ha sido diseñado con toda su capacidad.
En ambos casos, las funcionalidades han sido limitadas con el expreso propósito de requerirle al usuario pagar por las funciones más avanzadas.

## Software
Los programas Crippleware son usualmente versiones gratis de software que carecen de funciones avanzadas (en algunos casos incluso cruciales) del software original. Las versiones Crippleware están disponibles para incrementar la popularidad de programas completos sin proporcionarlos gratuitamente. Un ejemplo de crippleware es un procesador de textos que no puede guardar archivos o imprimirlos.
El Crippleware es un modelo de comercialización de software, basado en conceptos como shareware y freeware, y aun utilizado por algunas empresas, para la distribución de sus programas.

### Diferencia entre versión Lite y Shareware
Los programas versionados como Crippleware son similares a los Shareware en el sentido de que son gratuitos pero no ofrecen el producto completo indefinidamente. Las versiones shareware ofrecen el producto completo pero lo limitan: en funcionalidades, disponibilidad o ambas. son versiones pensadas para probar el software y borrarlas.
Las versiones lite, en cambio, están pensadas para ofrecer un producto funcional pero incompleto: las opciones que están disponibles funcionan sin limitaciones, pero otras funciones sólo se encuentran disponibles en la versión de pago. Es habitual que la gente utilice las versiones lite de programas de pago ya que las opciones básicas que incluyen acostumbran a ser suficientes.
La principal diferencia entre las versiones lite y crippleware, es que, aun estando ambos limitados, el primero puede cumplir funciones completas, desde el punto de vista del usuario, mientras el otro no lo hace. Por ejemplo, un antivirus que sólo detecta los virus, pero no los elimina, es crippleware, así como un editor de texto que sólo permite generar documentos, pero no almacenarlos, transmitirlos ni imprimirlos. Pero pueden considerarse lite, programas como: un gestor de bases de datos que limita la cantidad de campos y/o relaciones en sus bases, o un gestor de stock que limita la cantidad de artículos, mientras esos límites permitan realmente utilizar el programa para su función prevista. Si el gestor de stock sólo permite 10 artículos, es crippleware, si permite 100, entonces puede considerarse lite. Si la opción multiempresa está limitada, pero disponible, para poder operar al menos con 2 empresas, entonces es lite; si no, si sólo puedo operar con una empresa, apenas es crippleware.
La pregunta clave para distinguir un crippleware de conceptos relacionados, podría ser: el programa, así como está ¿puede ser útil en el mundo real, al menos para ciertas aplicaciones? Si no, entonces es poco más que un video o un folleto explicativo: realmente no lo puedo usar. Se parece al shareware, pero no lo es, porque no puedo probarlo sin pagarlo, y también se parece al lite, pero no lo es, porque no me sirve para atender funcionalidades del mundo real, aunque sean limitadas.

### Otras variantes populares de modelos de comercialización de software
Shareware: programas limitados en tiempo o en funcionalidades. Luego de un tiempo razonable de uso, requieren un pago para mantenerlo activo, o que se deje de usar. la imposición o solicitud de pago puede ser técnica, legal, ética, social, etc.
Freeware: programas gratuitos y completos, sin limitaciones 
Adware: programas que muestran publicidad (no necesariamente son dañinos)
Lite: programas gratuitos, limitados, pero aun funcionales en el mundo real, al menos para algunas aplicaciones
Todos estos modelos de comercialización, incluyendo los gratuitos, normalmente se aplican sobre software privativo (no libre).

## Hardware
Esta estrategia de diferenciación de productos también se ha utilizado en productos de hardware:
- La unidad Intel 486SX que fue modificada en su versión 486DX con la FPU desactivada pero presente.[2]
- Powerware tenía una línea de modelos de UPSs que podían se mejorados al modelo de gama alta (15 kVA) (sin reemplazar componentes internos). Los modelos de gama baja eran iguales a los de gama alta, pero tienen la fuente de poder limitada, el limitador podía ser removido por una cargo adicional a la compañía.